# Dasybasis truncata
Dasybasis truncata är en tvåvingeart som först beskrevs av Walker 1850.  Dasybasis truncata ingår i släktet Dasybasis och familjen bromsar. Inga underarter finns listade i Catalogue of Life.